# Федеральний департамент довкілля, транспорту, енергетики та комунікацій Швейцарії
Федеральний департамент довкілля, транспорту, енергетики та комунікацій Швейцарії (нім. Eidgenössisches Departement für Umwelt, Verkehr, Energie und Kommunikation, фр. Département fédéral de l'environnement, des transports, de l'énergie et des communications, італ. Dipartimento federale dell'ambiente, dei trasporti, dell'energia e delle comunicazioni, ромш. Departament federal per ambient, traffic, energia e communicaziun 
 ( прослухати)) — один із семи департаментів (міністерств) швейцарського федерального уряду, який відповідає за захист довкілля та за інфраструктуру. 
Його завданнями є захист біорізноманіття, запобігання зменшенню кількості видів тварин і рослин, проведення тренінгів із захисту довкілля та роз'яснення широкому загалу важливості збереження природи. Департамент завжди очолює один із семи членів Федеральної ради Швейцарії. Із 2024 року його очолює Альберт Рьості. Цілі із захисту довкілля досягаються такими методами, як створення і підтримка функціонування природоохоронних зон, заходи зі зменшення викидів в атмосферу, ґрунт і воду, побудова екодуків тощо. Проводиться комунікаційна кампанія із інформування суспільства про необхідність збереження природи, оскільки, на думку департаменту, гарно поінформовані громадяни є важливим чинником у справі захисту довкілля. Також департамент відповідає за автомобільні дороги, залізницю та електромережі.
Департамент є власником Швейцарської пошти, Швейцарської федеральної залізниці, телекомунікаційного провайдера «Swisscom» та компанії з управління повітряним простором «Skyguide».

## Колишні назви
- 1848–1859: Департамент пошти та будівництва
- 1860–1872: Департамент пошти
- 1873–1878: Департамент пошти та телеграфу
- 1879–1962: Департамент пошти та залізниць
- 1963–1978: Департамент транспорту, комунікацій та енергетики
- 1979–1997: Федеральний департамент транспорту, комунікацій та енергетики
- з 1998: Федеральний департамент довкілля, транспорту, енергетики та комунікацій

## Структура
- Генеральний секретаріат — відповідає за координацію діяльності офісів, які входять до складу департаменту, а також координацію між різними департаментами. Секретаріат здійснює політичне планування, представляє департамент у відносинах з іншими органами влади та є відповідальним за зовнішні комунікації.
- Федеральний офіс транспорту — відповідає за громадський транспорт на федеральному рівні, включно із федеральною мережею залізниць та річковим транспортом на Рейні. Слідкує за дотриманням стандартів безпеки громадського транспорту в усій Швейцарії.
- Федеральний офіс цивільної авіації — слідкує за дотриманням в Швейцарії міжнародних стандартів з безпеки авіаперевезень. Готує законопроєкти пов'язані із авіацією та запроваджує закони пов'язані із авіацією. Представляє Швейцарію в міжнародних організаціях із авіації.
- Федеральний офіс енергетики — відповідальний за підвищення енергоефективності, просування відновлюваних джерел енергії (зокрема гідроелектроенергетики), розвиток електромережі, міжнародне співробітництво та дослідження в сфері енергетики.
- Федеральний офіс доріг — здійснює розширення та підтримку функціонування національної мережі автомобільних доріг, запроваджує державну програму «Via sicura» метою якої є зменшення кількості загиблих в автомобільних аваріях.
- Федеральний офіс комунікацій — регулює радіомовлення та телебачення в Швейцарії, розподіляє доходи від платних ліцензій серед регіональних мовників та Швейцарської телерадіомовної корпорації.
- Федеральний офіс довкілля — відповідає за збереження екосистем, вживає заходів для боротьби із причинами і наслідками глобального потепління, допомагає кантонам і громадам запобігати природним стихійним лихам.
- Федеральний офіс просторового розвитку — працює над розвитком міст та розвитком у них житлових зон.
- Швейцарська федеральна інспекція з ядерної безпеки — слідкує за безпечністю функціонування ядерних об'єктів на території Швейцарії, серед них п'ять атомних електростанцій, а також установи які роблять дослідження в галузі ядерної фізики й енергетики, такі як Інститут Пауля Шеррера, Федеральна політехнічна школа Лозанни або Базельський університет.